# Gentiana aristata
Gentiana aristata är en gentianaväxtart som beskrevs av Carl Maximowicz. Gentiana aristata ingår i släktet gentianor, och familjen gentianaväxter. Inga underarter finns listade i Catalogue of Life.